# Max Gertsch (Schriftsteller)
Max Gertsch (* 13. Januar 1893 in Liestal; † 18. Mai 1979 in Zollikerberg bei Zollikon) war ein Schweizer Jurist und Schriftsteller.

## Leben
Max Gertsch stammte aus einer Offiziersfamilie und war nach seinem Rechtsstudium an der Universität Bern als Rechtskonsulent in Zürich tätig. Er gilt als einer der bekanntesten Dramatiker der Deutschschweiz zwischen 1930 und 1960; sein dramatisches Werk ist besonders von der Neuen Sachlichkeit beeinflusst. Von 1947 bis 1951 gab er eine eigene Kultur-Zeitschrift mit dem Titel Das Hühnerei heraus.

## Werke
- John Law. Schauspiel in drei Akten. Georg Marton, Wien 1932
- General Boulanger. Schauspiel in vier Akten. Marton, Wien 1933
- Der König. Schauspiel in vier Akten. Marton, Wien 1933
- Diktatur. Komödie in vier Akten (fünf Bildern). Leemann, Zürich 1935
- Menschenrechte. Schauspiel in fünf Akten (elf Bildern). Gloria Verlag, St. Gallen 1937
- Sir Basil’s letztes Geschäft. Eine sehr ernste Komödie in vier Akten (fünf Bildern). Volksverlag, Elgg 1938
- Die Ehe, ein Traum. Eine Komödie in drei Akten. Volksverlag, Elgg 1940
- Hochzeit von Susa. Eine bitterernste Komödie in fünf Akten. Volksverlag, Elgg 1946
- Napoleon vor Gericht. Eine Radio-Hörfolge in sechs Sendungen. Volksverlag, Elgg 1957
- Donna Juana, Infantin von Spanien oder A la recherche de l'absolu. Eine unhistorische Historie in fünf Akten. Volksverlag, Elgg 1959
- Karl V. oder Die Versuchung des Kaisers. Fünf Akte. Volksverlag, Elgg 1960